# Combustión súbita generalizada

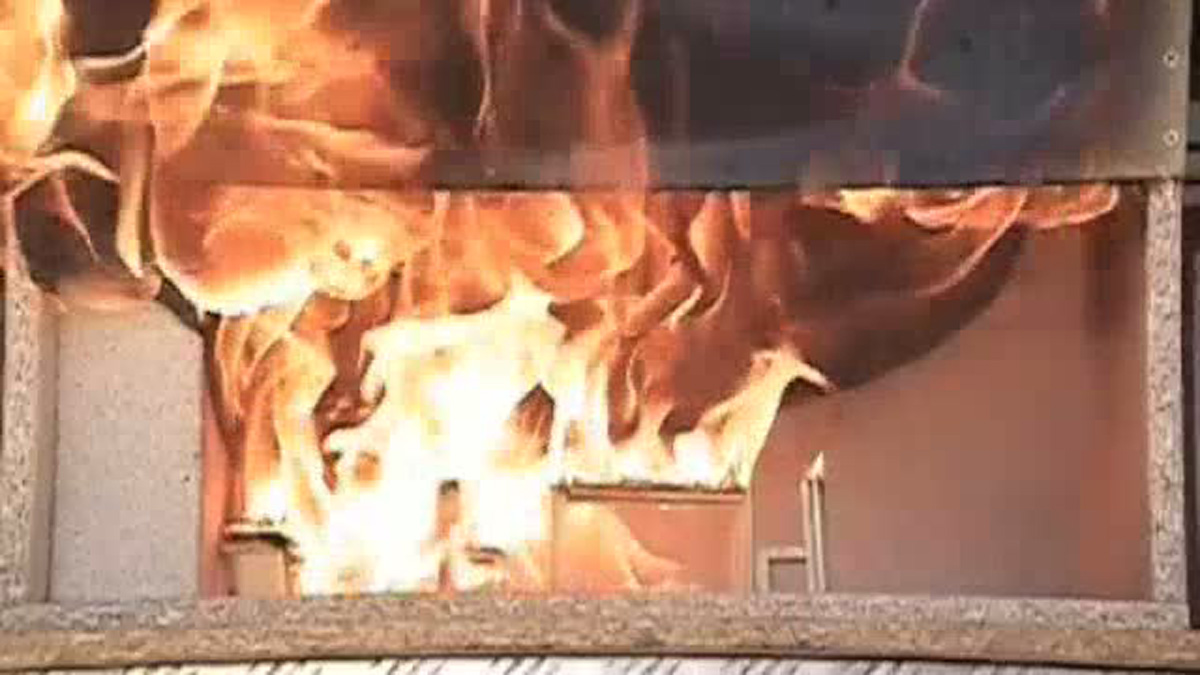
Desarrollo de un flashover en un simulador

Flashover o combustión súbita generalizada es un fenómeno que se observa en incendios confinados en los cuales de forma repentina todas las superficies combustibles, que hasta ese momento no estaban implicadas en el incendio, comienzan a arder a consecuencia de la radiación proveniente de la combustión de la capa de gases (rollover). Este fenómeno marca el máximo desarrollo del incendio, generándose radiaciones de hasta 170 kW/m².

## Condiciones necesarias
Para que se produzca este fenómeno es necesario que el incendio se encuentre adecuadamente ventilado, siendo otros factores que influyen el combustible implicado en el incendio, la altura del techo y la capacidad del recinto para contener una bolsa de gases. En habitaciones normales, los gases y otros productos de la combustión se acumularán bajo el techo al menos hasta la altura del dintel de una puerta o de la abertura situada a mayor altura. Serán estos gases los que al arder generen la radiación suficiente para provocar la ignición de los combustibles de los planos inferiores.

Se han realizado múltiples experimentos, coincidiendo la mayoría de la bibliografía en marcar la radiación necesaria para que se produzca el fenómeno en 20 kW/m² a la altura de la superficie de los combustibles.
Este fenómenos se encuadra dentro del Desarrollo Rápido del Incendio (en inglés, Rapid Fire Progress), que es aquel que provoca un desarrollo anormalmente rápido del incendio, como son el backdraft, la explosión de humo, la autoignición de los gases del incendio y otros que suponen un importante riesgo.

## Indicios del fenómeno
En la escena del incendio es posible observar indicios que advierten del desarrollo de las condiciones necesarias para que se produzca este fenómeno. Por orden de inminencia se pueden citar:

- Llamas que corren por el techo.
- Emisión de vapor de agua de las superficies combustibles como paso previo a la pirólisis de las mismas (se puede producir en pocos minutos o segundos)
- Súbito aumento del calor radiante, descenso del plano neutro, comienzan a arder objetos próximos al origen del fuego (inminente o ha comenzado)

## Discrepancias sobre el término
La norma UNE EN 13.943, sobre terminología de protección contra incendios, define este fenómeno como la transición al estado de combustión generalizada de las superficies del conjunto de materiales combustibles de un recinto.
Una definición más completa es la ofrecida por la NFPA donde se define como la fase de transición en el desarrollo de un incendio confinado en la cual las superficies expuestas a radiación térmica alcanzan la temperatura de ignición más o menos simultáneamente y el fuego se propaga rápidamente a través de todo el recinto dando como resultado que todo el compartimento se ve involucrado en el incendio.
La primera referencia conocida al término flashover se hace en la 10.ª edición del Manual de para la Protección de Incendios de la NFPA (FPH) en 1948 siendo acuñada por el Dr. Philip H. Thomas, que posteriormente en el año 1967 aportó la primera discusión científica sobre el fenómeno en la nota 663 del UK Fire Research.

## La escuela sueca
En los años 80, ingenieros suecos acuñaron una terminología basada en el término flashover al estudiar el comportamiento de la capa de gases de los incendio sobre la que existe una gran confusión, principalmente debida al trasiego de traducciones sueco-inglés-sueco y posteriormente al español.
- “Flashover Pobre”– equivale a Rollover.
- “Flashover Rico” – equivale a Backdraft.
- “Flashover Rico y Retrasado” – equivale a Explosión de humo.
- “Flashover Rico y Caliente” – equivale a Auto Ignición

Esta terminología está completamente en desuso en Suecia imponiéndose la recogida por la ISO en aras a la estandarización, tendencia ya recogida en el Manual de Incendios Confinados editado por la Agencia Sueca de Servicios de Rescate en 2001.

## Técnicas para combatir este fenómeno
Los bomberos cuentan con técnicas como:
- Ataque Método ofensivo

## Videos
Flashover

Flashover Slow Motion

Room flashover video

NIST Video illustrating Fire Progression To Flash Over